# Moros y Cristianos de Villena

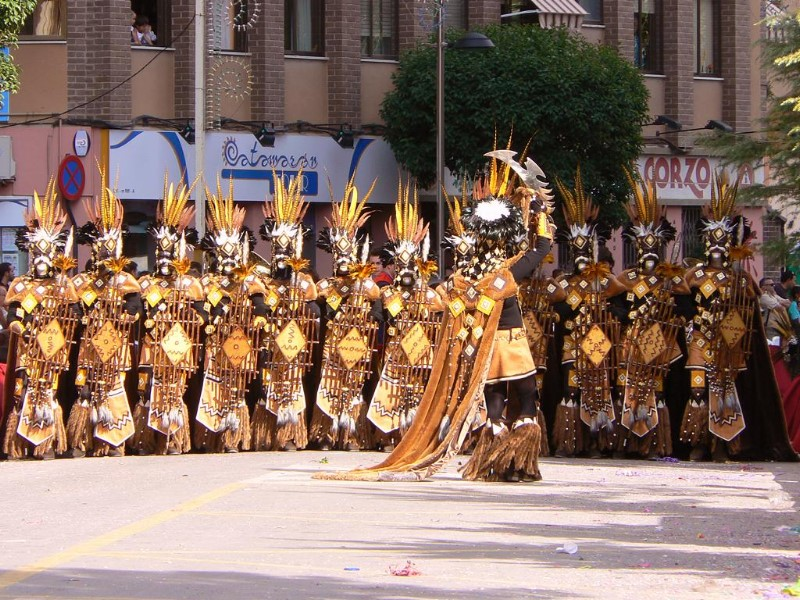
Escuadra especial de Zulúes (de la comparsa de Moros Nuevos) en la Entrada de 2007.

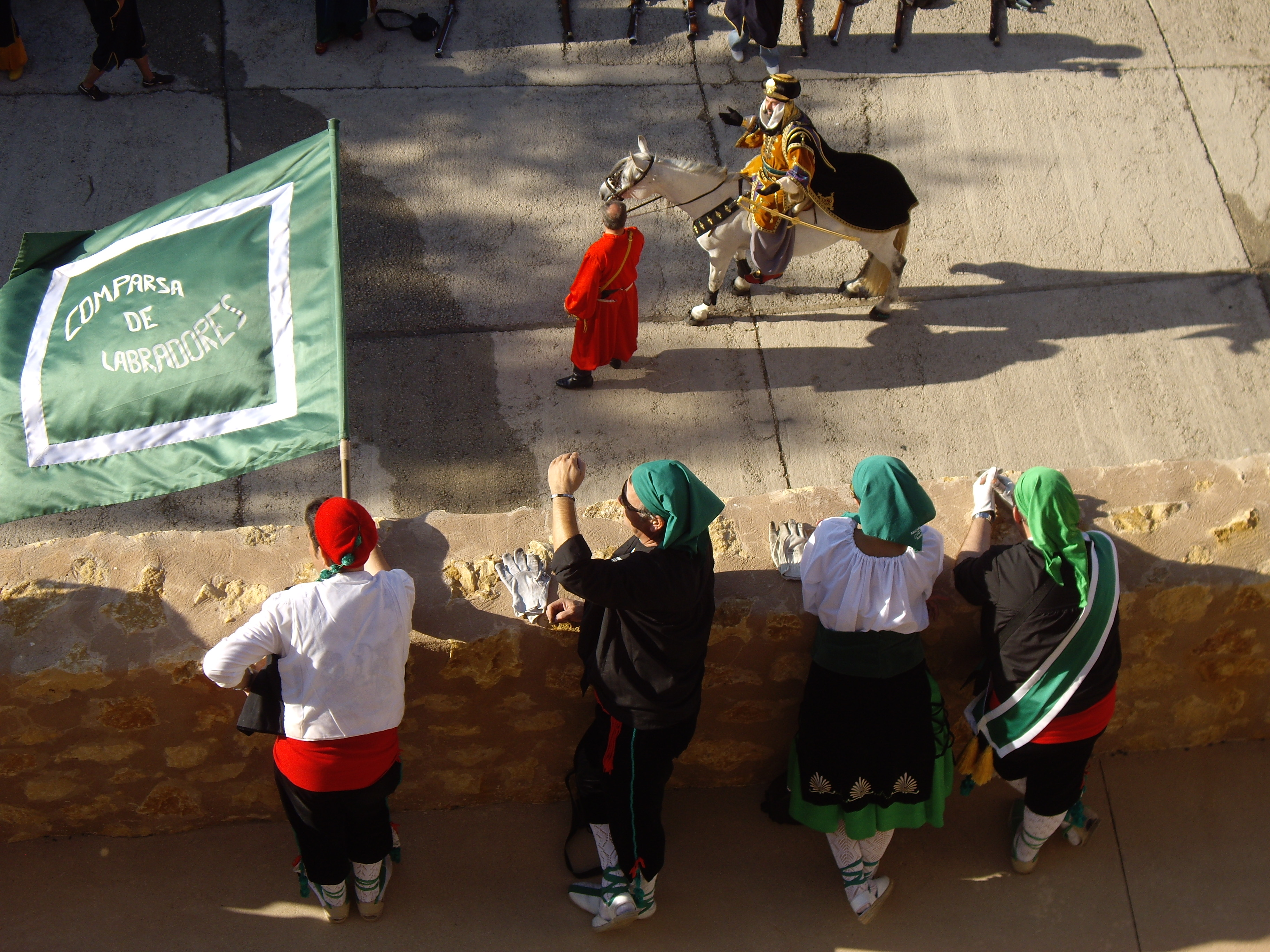
Embajada mora del 6 de septiembre, desde dentro del Castillo de la Atalaya.

La fiesta de Moros y Cristianos de Villena se celebra del 4 al 9 de septiembre en honor a Nuestra Señora de las Virtudes, patrona de la ciudad y está reconocida como Fiesta de Interés Turístico Nacional. Es una multitudinaria representación de varios millares de personas, con unos 15.000 participantes en los principales desfiles, que se visten de moros, estudiantes, guerreros, labradores, etc. a lo largo de cinco días, siendo las fiestas de Moros y Cristianos más participativas del mundo.
La fiesta en sí se celebra del 5 al 9 de septiembre y está estructurada mediante la participación de catorce comparsas, siete de ellas pertenecientes al bando Moro y otras tantas al bando Cristiano, compuestas cada una de ellas por varios cientos de participantes de ambos sexos. Una de las peculiaridades de las fiestas villenenses es que se sigue incluyendo la figura de la Mahoma durante la representación de las embajadas.

## Historia
En Villena, las fiestas de moros y cristianos se celebran del 4 al 9 de septiembre en honor a la patrona de la ciudad. Su origen está en 1474, cuando la Virgen de las Virtudes, abogada contra la peste, fue proclamada patrona de Villena. Su imagen fue colocada en un Santuario construido en 1490, a 5 km de la ciudad, al que los ciudadanos hicieron voto de ir en romería dos veces al año, una en marzo y la otra el día 8 de septiembre. 

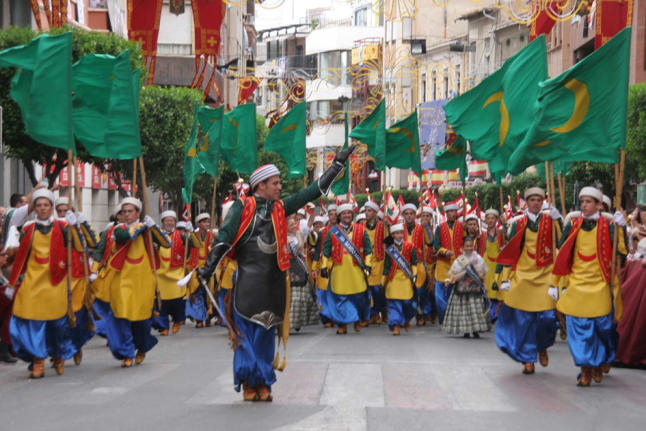
Villena destaca por conservar el aspecto militar del origen de las fiestas de Moros y Cristianos.

Según algunos investigadores como Domene Verdú, las Fiestas de Moros y Cristianos actuales son el resultado de la fusión de tres fiestas diferentes:
- la Fiesta Patronal o elemento religioso que está representado por las procesiones, romerías y misas principalmente. En Villena es la fiesta más antigua, ya que data de finales del siglo XV.

- La Fiesta Militar o Alarde. Es el elemento militar, cuyo origen está en la antigua Milicia del Reino, denominada después soldadesca, que participaba en la fiesta patronal ya desde el siglo XVII. El acto más representativo y espectacular del elemento militar de las fiestas es La Entrada, que consiste en un desfile en el que participan todos los festeros agrupados en comparsas con magníficos trajes y a ritmo de marchas moras, marchas cristianas o pasodobles compuestos expresamente para las fiestas. En Villena, el elemento militar se añadió a la fiesta patronal muy pronto, a principios del siglo XVII y la soldadesca ya participó en las romerías en 1638.

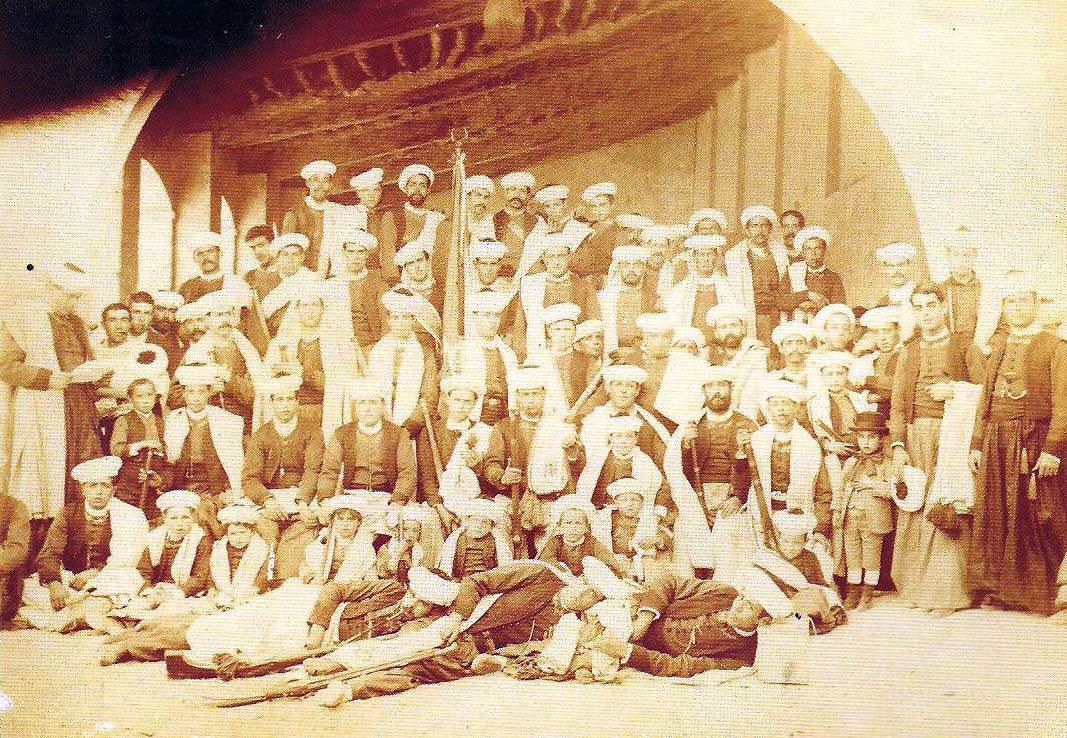
Moros Nuevos en 1884.

- La Fiesta de Moros y Cristianos propiamente dicha o elemento histórico, que consiste en la lucha, arcabucería, embajadas, pérdida y recuperación de un castillo que simboliza la población, rememorando hechos históricos ocurridos durante la Historia de España. Está representado por las embajadas, guerrillas, alardos, desembarco, conversión del moro al cristianismo u otros actos similares. En Villena es el elemento más moderno de todos, ya que fue añadido a la fiesta patronal en el primer tercio del siglo XIX. A esto hay que añadir el elemento popular, común a todas las fiestas y con una fuerte proyección social, al ser el pueblo -festeros y espectadores- quienes masivamente la realiza para común regocijo.

A principios del siglo XIX se añadieron las embajadas, cuyos textos se escribieron entre 1810 y 1815. Alrededor de 1900 Teodoro Llorente daba la siguiente descripción de las fiestas villenenses: 

Causa extraño y agradable efecto la procesión de la Virgen: marchan delante, con gran solemnidad, las compañías de ambos ejércitos, con sus trajes fantásticos, y siguen en dos prolongadísimas filas, precediendo á la venerada efigie, las villenesas, engalanadas con su mejor ropa y con sendos cirios encendidos. El simulado combate ofrece un episodio singular.
Teodoro Llorente, Valencia.

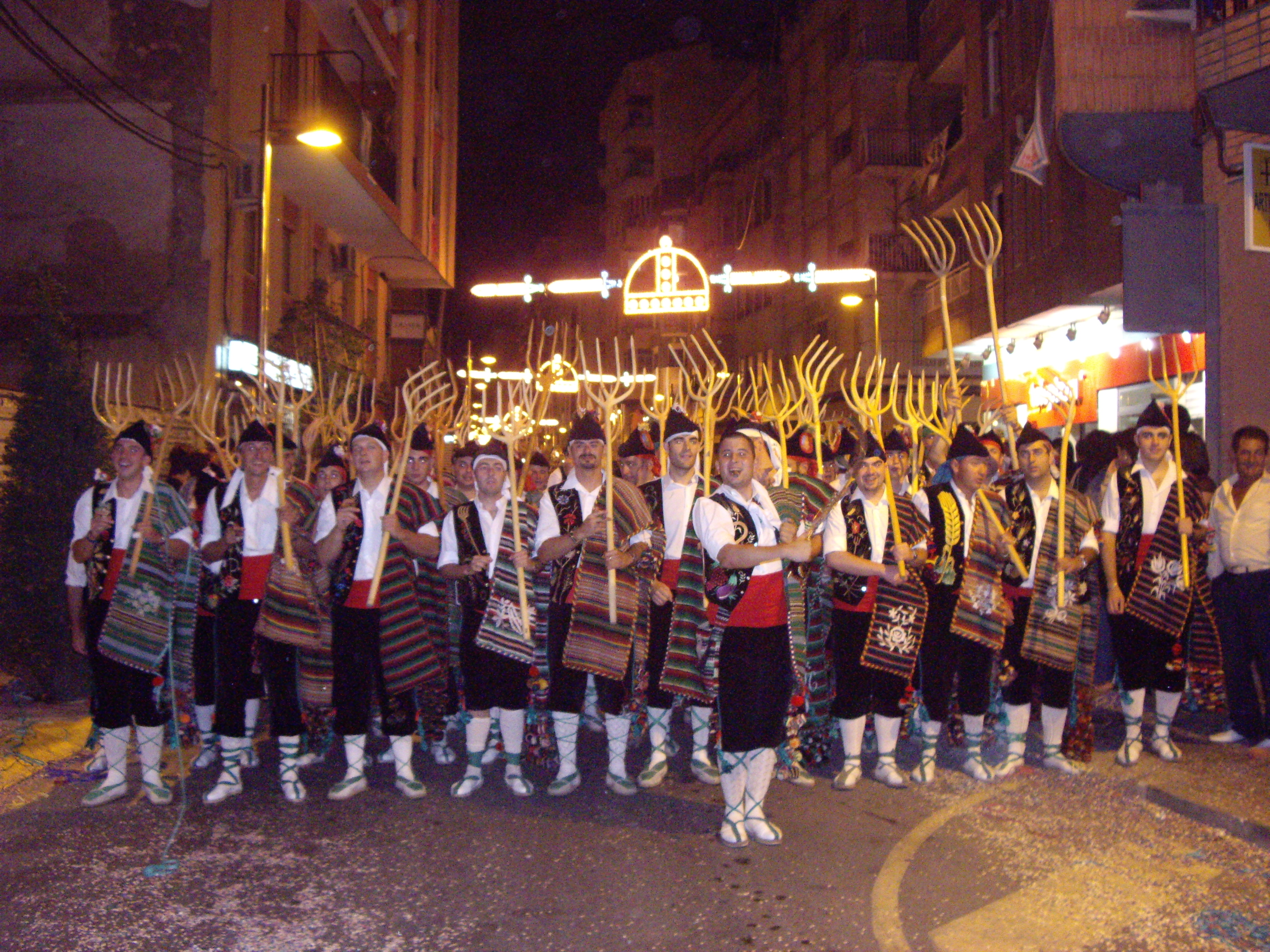
Comparsa de Labradores desfilando en 2007.

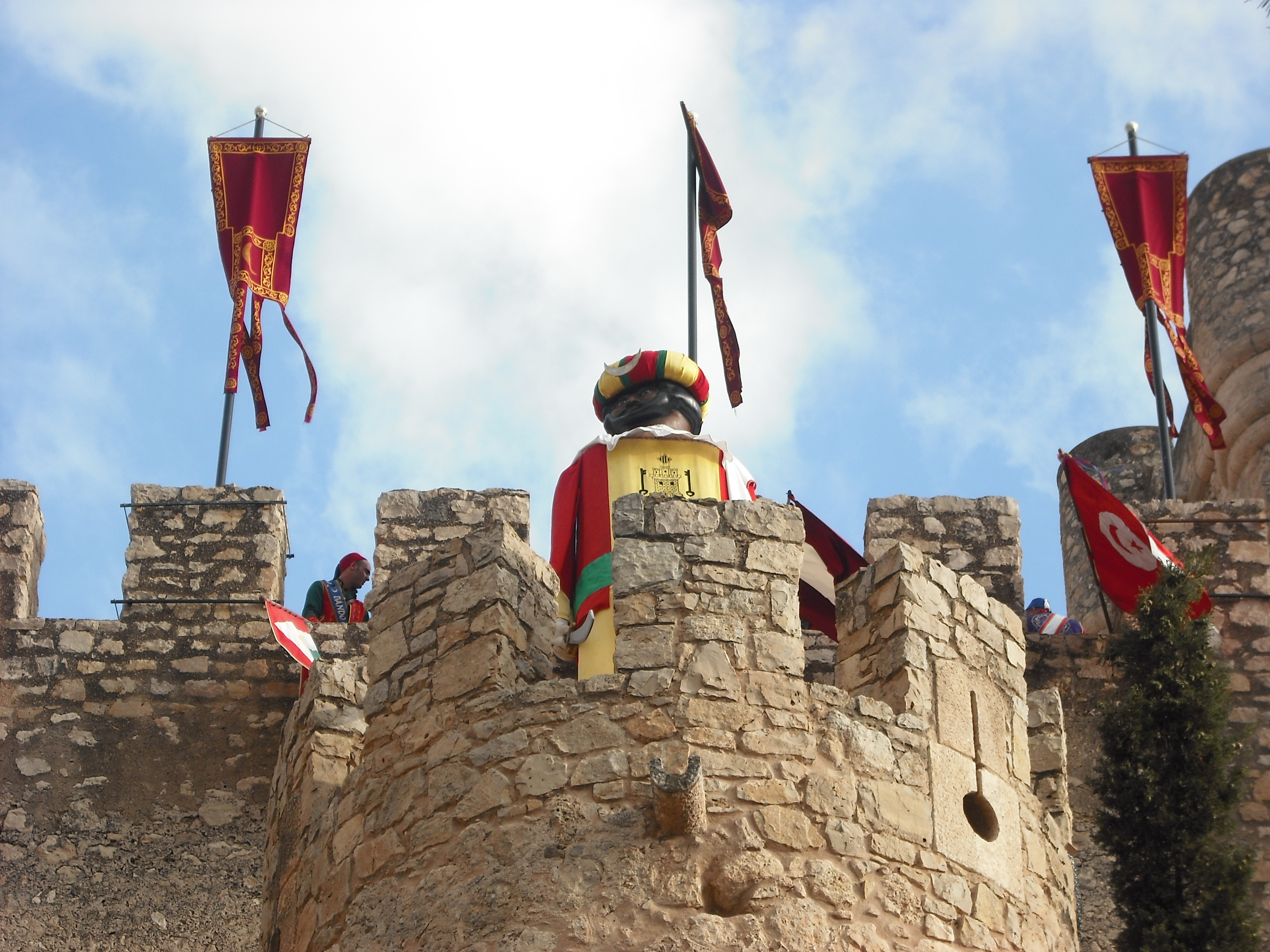
Imagen de la Mahoma en la torrecilla de entrada al Castillo de la Atalaya en 2009.

## Las comparsas
En Villena hay 14 comparsas: siete de ellas del bando moro y siete del bando cristiano.
- Bando Moro: Moros Viejos, Moros Nuevos, Bando Marroquí o Marruecos, Moros Realistas, Moros Nazaríes, Moros Bereberes y Piratas.

|              |              |                |                 |                |                 |         |
| Moros Viejos | Moros Nuevos | Bando Marroquí | Moros Realistas | Moros Nazaríes | Moros Bereberes | Piratas |

- Bando Cristiano: Estudiantes, Marinos Corsarios, Andaluces o Contrabandistas, Labradores o Maseros, Ballesteros, Almogávares y Cristianos.

|             |                   |           |            |             |             |            |
| Estudiantes | Marinos Corsarios | Andaluces | Labradores | Ballesteros | Almogávares | Cristianos |

## Estructura

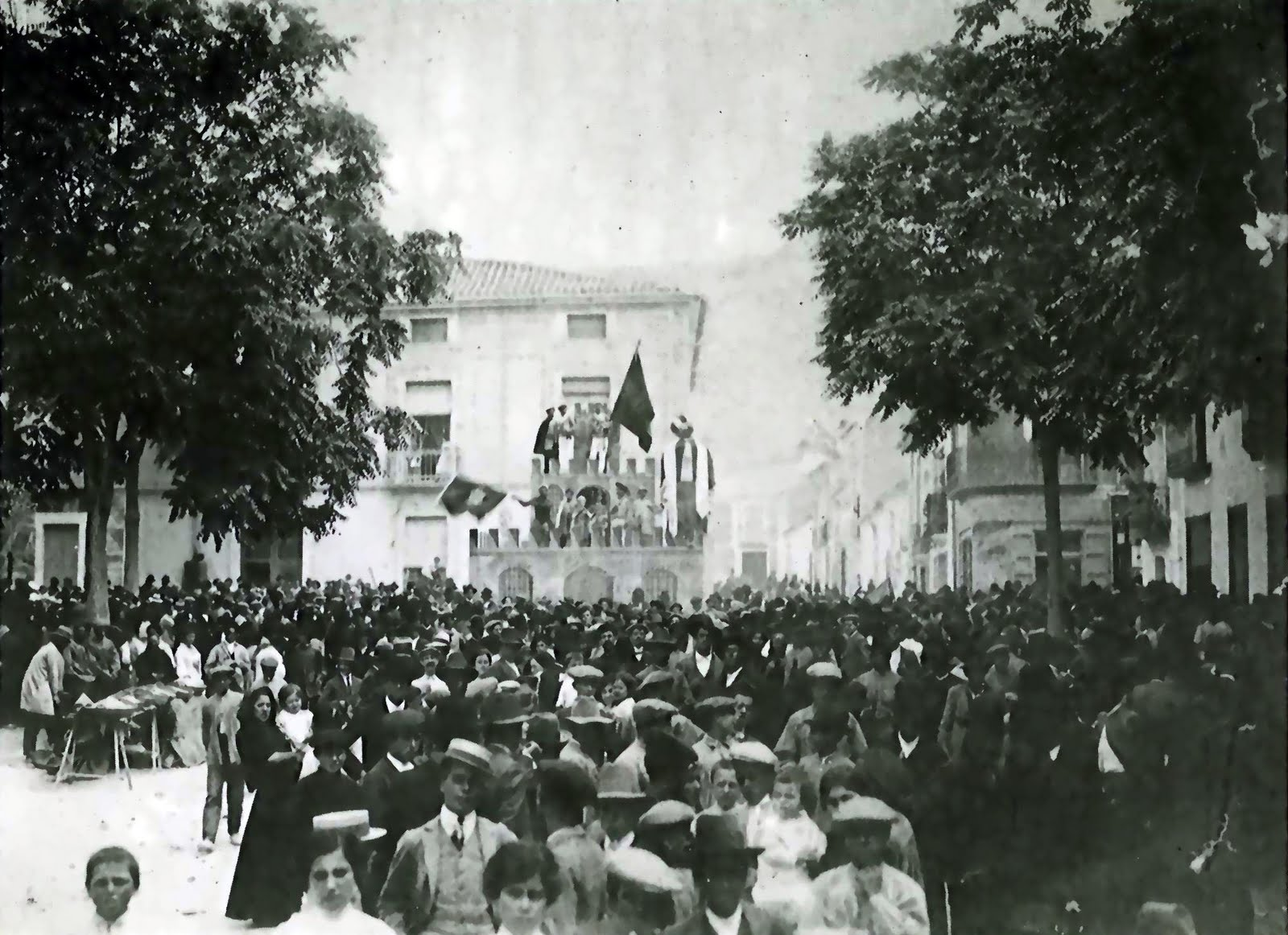
Castillo de embajadas construido en la Puerta Almansa, en septiembre de 1884.

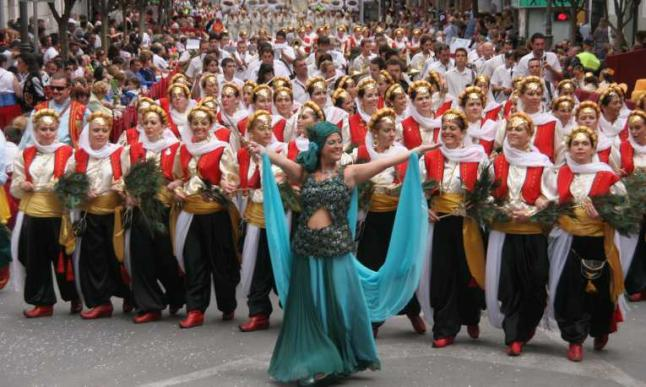
Bloque femenino de Nazaríes

Aunque con ligeras modificaciones cada año, la estructura de las fiestas suele ser la que sigue:
- Último domingo de agost': Romería a Las Virtudes para traer a hombros la imagen de Ntra. Sra. de las Virtudes.
- Día 4
  - 19:00: Concierto en el Teatro Chapí.
  - 01:00:[nota 1] Fuegos artificiales desde el castillo de la Atalaya.
- Día 5
  - 12:00: Pregón de fiestas. Tras él, Fiesta del Pasoddoble.
  - 16:00: La Entrada. Se caracteriza porque desfila primero el bando moro y luego el cristiano, al contrario que en todas las demás poblaciones. Se inicia el desfile con el pasodoble «La Entrada», del villenense Quintín Esquembre.
- Día 6
  - 07:00: Diana.
  - 10:00: Representación de la "Conversión del moro al cristianismo" en la Iglesia de Santiago, por parte de los Embajadores Infantiles.
  - 12:00: Desfile de la esperanza.
  - 17:00: Guerrilla y embajada del Moro al Cristiano, en el castillo de la Atalaya.
  - 21:00: Cabalgata. Es el desfile más multitudinario y el más masivo de todas las fiestas, con 10.361 festeros salientes, 99 bandas de música y 41 escuadras especiales durante más de 7 u 8 horas, a lo largo de toda la noche.
- Día 7
  - 07:00: Diana.
  - 12:00: Ofrenda.
  - 18:30: Contrabando.
  - 10:00: Retreta.
  - 01:00:[nota 1] Alborada. Se asoma la imagen de la Virgen a la plaza de Santiago y se ruedan banderas.
  - 01:30: Fuegos artificiales desde el castillo de la Atalaya.
- Día 8
  - 07:00: Diana.
  - 12:15: Guerrilla y embajada del Cristiano al Moro, en el castillo de la Atalaya. A continuación se devuelve la efigie de La Mahoma a Biar.
  - 18:00: Representación de la "Conversión del moro al cristianismo" en la Iglesia de Santiago.
  - 18:30: Procesión general o Paseo de la Virgen. Se documenta desde 1551 y se realiza por el mismo recorrido desde 1756. Hasta 1900 se desfilaba disparando arcabuces, actualmente se disparan sólo al regresar la efigie a la plaza de Santiago.
- Día 9
  - 07:00: Romería de despedida, en que Ntra. Sra. de las Virtudes es devuelta a su santuario.
  - 12:00: Representación de la "Conversión del moro al cristianismo" en la Iglesia del santuario de Ntra. Sra. de las Virtudes.
  - 17:00: Entrada de nuevos capitanes, alféreces y madrinas. Al finalizar, entrega de bandas y lectura de premios.